# Sandro-Luca Molnar
Sandro-Luca Molnar (* 23. August 2003) ist ein österreichischer Fußballspieler.

## Karriere

### Verein
Molnar begann seine Karriere beim SV Thal. Zur Saison 2015/16 wechselte er zum Grazer AK. Zur Saison 2016/17 kam er in die Jugend des SK Sturm Graz, bei dem er später auch in der Akademie spielte. Zur Saison 2018/19 wechselte er in die Akademie des FC Red Bull Salzburg.
Im Jänner 2021 rückte Molnar in den Kader des zweitklassigen Farmteams der Salzburger, FC Liefering. Sein Debüt in der 2. Liga gab er im Februar 2021, als er am 14. Spieltag der Saison 2020/21 gegen den SC Austria Lustenau in der Startelf stand. In zwei Jahren bei Liefering kam er insgesamt zu neun Zweitligaeinsätzen.
Im Februar 2023 wechselte er innerhalb der Liga zur Reserve des SK Sturm Graz, bei dem er bereits in der Jugend gespielt hatte. Für Sturm II kam er insgesamt zu sieben Zweitligaeinsätzen. Nach der Saison 2023/24 verließ er die Grazer wieder.
Nach einem halben Jahr ohne Klub wechselte Molnar im Februar 2025 nach Kroatien zum Drittligisten NK Hrvatski dragovoljac.

### Nationalmannschaft
Molnar spielte im Oktober 2017 erstmals für eine österreichische Jugendnationalauswahl. Im September 2019 kam er gegen die Schweiz zu seinem einzigen Einsatz für das U-17-Team.